# Sante David
Sante David (* 3. April 1908 in Eberbach/Baden; † 2. Dezember 2007 in Florenz) war ein deutsch-italienischer Germanist.
Siegfried David ist Sohn des Kaufmanns Albert A. David (* 1857; † 1935) und der Marie David geb. Seeberger (* 1863; † 1924). Er besuchte die Volksschule und 6-klass. Realschule ("Höhere Schule") in Eberbach, anschließend private Vorbereitung und Externenabitur zu Ostern 1926 an der Oberrealschule in Heidelberg (heute: Helmholtz-Gymn.).
Zunächst 2 Sem. Rechtswissenschaften (wohl in Heidelberg), dann Studienfachwechsel und grundständige Promotion mit den Fächern Germanistik, Geschichte, Geographie und Volkskunde in Heidelberg (3 Sem.), Zürich (1 Sem.), Berlin (1 Sem.) und wieder Heidelberg. Promotion über Aug. Wilh. Iffland bei Max von Waldberg.
1933 emigrierte David nach Italien, Änderung seines Vornamens ca. 1936 in Sante (vgl. seinen letzten Buchtitel unter Siegfried David 1936/37 und "Achse Berlin-Rom" ab Okt. 1936). Weitere Promotion zum "Dottore in lettere" über Goethes Jugendlyrik in Literatur und Philosophie (exakter Titel unbekannt, Universität Bologna, Zeitpunkt ebenso unbekannt), italienisches Staatsexamen 1938.
An der Universität Bologna lehrte David deutsche Literatur. In den Jahren 1939–1943 lebte er gem. polizeilicher Verfügung zumeist in süditalienischen Gebirgsdörfern, ab 1943 Dolmetschertätigkeit bei der Alliierten Militärregierung. 1945 wieder Lehrtätigkeit in Bologna; es folgten Professuren in Siena (ab 1950) und Buffalo (NY, 1964/65). Zahlreiche Titel, zumeist lexikographischen Inhalts, in der Italienischen Nationalbibliothek (Rom) und Deutschen Nationalbibliothek (Frankfurt) vorhanden.
Vortragstätigkeit, Reiseführungen, Mitarbeiter im Feuilleton der Frankfurter Allgemeinen Zeitung und bei Fachzeitschriften. David setzte sich für die Bewahrung des kulturellen Erbes in Literatur und Kunstgeschichte und die Aussöhnung mit seiner Heimat ein.
Gedenkstein für fünf seiner von den Nationalsozialisten ermordeten Geschwister auf dem jüd. Friedhof Eberbach. Seit 2018 gibt es eine Sante-David-Straße in Eberbach.

## Ehrungen
- 1976: Großes Verdienstkreuz der Bundesrepublik Deutschland
- vor 1991: Ordine Cavaliere und (?) Ordine Ufficiale, Verdienstorden der Republik Italien
- 1982; Ehrenring der Stadt Eberbach in Silber[5]
- 2002: Ehrenring der Stadt Eberbach in Gold[6]
- Ehrenmitglied der Deutsch-Italienischen Gesellschaft